# Središnja knjižnica Slovenaca u Hrvatskoj
Središnja knjižnica Slovenaca u Hrvatskoj (slovenski: Osrednja knjižnica Slovencev na Hrvaškem) osnovana je 1993. godine od kada djeluje u okviru Gradske knjižnice "Ivan Goran Kovačić" u Karlovcu. Od svoga osnivanja središnja je knjižnica slovenske zajednice u Hrvatskoj. Knjižnica omogućuje međuknjižničnu posudbu dijela slovenskog fonda u drugim gradovima u Hrvatskoj. Središnja knjižnica blisko surađuje s Knjižnicom Mirana Jarca iz Novog Mesta. Na osnovu te suradnje prikupljen je veliki dio knjižne građe koja je danas dostupna u knjižnici.